# Rayan Lutin
Rayan Lutin (Villepinte, 16 gennaio 2003) è un calciatore comoriano, centrocampista dell'Amiens e della nazionale comoriana.

## Carriera

### Club
Lutin è cresciuto nel settore giovanile dell'Auxerre, dove ha giocato con la squadra 2 nella stagione 2021-2022. Passato all'Amiens, ha firmato il suo primo contratto professionistico il 30 giugno 2023 ed ha debuttato in prima squadra il 18 novembre seguente nell'incontro di Coppa di Francia vinto 3-0 contro l'Hombourg Haut dove ha anche realizzato la sua prima rete.

### Nazionale
Ha giocato nella nazionale comoriana Under-20.
Ha debuttato con la  nazionale maggiore comoriana il 6 giugno 2024 nell'incontro di qualificazione per la campionato mondiale 2026 contro il Ciad.

## Statistiche

### Presenze e reti nei club
Statistiche aggiornate al 4 settembre 2024.
| Stagione        | Squadra         | Campionato      | Campionato | Campionato | Coppe nazionali | Coppe nazionali | Coppe nazionali | Coppe continentali | Coppe continentali | Coppe continentali | Altre coppe | Altre coppe | Altre coppe | Totale | Totale | Totale |
| Stagione        | Squadra         | Comp            | Pres       | Reti       | Comp            | Pres            | Reti            | Comp               | Pres               | Reti               | Comp        | Pres        | Reti        | Pres   | Reti   |        |
| --------------- | --------------- | --------------- | ---------- | ---------- | --------------- | --------------- | --------------- | ------------------ | ------------------ | ------------------ | ----------- | ----------- | ----------- | ------ | ------ | ------ |
| 2021-2022       | Auxerre 2       | N2              | 2          | 0          |                 | -               | -               |                    | -                  | -                  |             | -           | -           | 2      | 0      |        |
| 2022-2023       | Amiens 2        | N3              | 8          | 2          |                 | -               | -               |                    | -                  | -                  |             | -           | -           | 8      | 2      |        |
| 2023-2024       | Amiens          | L2              | 6          | 0          | CF              | 2               | 1               |                    | -                  | -                  |             | -           | -           | 8      | 1      |        |
| 2024-2025       | Amiens          | L2              | 3          | 0          | CF              | 0               | 0               |                    | -                  | -                  |             | -           | -           | 3      | 0      |        |
| Totale Amiens 2 | Totale Amiens 2 | Totale Amiens 2 | 9          | 0          |                 | 2               | 1               |                    | -                  | -                  |             | -           | -           | 11     | 1      |        |
| Totale carriera | Totale carriera | Totale carriera | 19         | 2          |                 | 2               | 1               |                    | -                  | -                  |             | -           | -           | 21     | 3      |        |

### Cronologia presenze e reti in nazionale
| Cronologia completa delle presenze e delle reti in nazionale ― Comore | Cronologia completa delle presenze e delle reti in nazionale ― Comore | Cronologia completa delle presenze e delle reti in nazionale ― Comore | Cronologia completa delle presenze e delle reti in nazionale ― Comore | Cronologia completa delle presenze e delle reti in nazionale ― Comore | Cronologia completa delle presenze e delle reti in nazionale ― Comore | Cronologia completa delle presenze e delle reti in nazionale ― Comore | Cronologia completa delle presenze e delle reti in nazionale ― Comore |
| Data                                                                  | Città                                                                 | In casa                                                               | Risultato                                                             | Ospiti                                                                | Competizione                                                          | Reti                                                                  | Note                                                                  |
| --------------------------------------------------------------------- | --------------------------------------------------------------------- | --------------------------------------------------------------------- | --------------------------------------------------------------------- | --------------------------------------------------------------------- | --------------------------------------------------------------------- | --------------------------------------------------------------------- | --------------------------------------------------------------------- |
| 11-6-2024                                                             | Oujda                                                                 | Ciad                                                                  | 0 – 2                                                                 | Comore                                                                | Qual. Mondiali 2026                                                   | -                                                                     | 83’                                                                   |
| 4-9-2024                                                              | El Jadida                                                             | Comore                                                                | 1 – 1                                                                 | Gambia                                                                | Qual. Coppa d'Africa 2025                                             | -                                                                     | 42’                                                                   |
| 9-9-2024                                                              | Radès                                                                 | Madagascar                                                            | 1 – 1                                                                 | Comore                                                                | Qual. Coppa d'Africa 2025                                             | -                                                                     | 81’                                                                   |
| 18-11-2024                                                            | Al Hoceima                                                            | Comore                                                                | 1 – 0                                                                 | Madagascar                                                            | Qual. Coppa d'Africa 2025                                             | -                                                                     | 65’                                                                   |
| 20-3-2025                                                             | Berkane                                                               | Comore                                                                | 0 – 3                                                                 | Mali                                                                  | Qual. Mondiali 2026                                                   | -                                                                     | 80’                                                                   |
| 25-3-2025                                                             | Berkane                                                               | Comore                                                                | 1 – 0                                                                 | Ciad                                                                  | Qual. Mondiali 2026                                                   | -                                                                     | 68’                                                                   |
| Totale                                                                |                                                                       | Presenze                                                              | 6                                                                     |                                                                       | Reti                                                                  | 0                                                                     |                                                                       |